# جانيت سيمبسون
جانيت سيمبسون (بالإنجليزية: Janet Simpson) هي منافسة ألعاب القوى بريطانية، ولدت في 2 سبتمبر 1944 في Chipping Barnet ‏ في المملكة المتحدة، وتوفيت في 14 مارس 2010 بسبب نوبة قلبية.

## وصلات خارجية
- جانيت سيمبسون على موقع أوليمبيديا (الإنجليزية)
- جانيت سيمبسون على موقع اللجنة الأولمبية البريطانية (الإنجليزية)